# 김동규 (1994년)
김동규(1994년 8월 21일~)는 대한민국의 배우이다.

## 출연

### 방송

#### 드라마
- 2018년 SBS 《리턴》 - 기자 역
- 2018년 네이버TV 《조선에서 왓츠롱》 (웹 드라마) - 해양경찰 경사 역
- 2018년 SBS 《황후의 품격》 - 경호원 역
- 2020년 SBS 《아무도 모른다》 - KCSI 감식팀장 역
- 2020년 SBS 《펜트하우스》 - 조호영 역
- 2020년 카카오TV 《아름다웠던 우리에게》 (웹 드라마) - 왕세형 역
- 2021년 SBS 《펜트하우스 2》 - 조호영 역
- 2021년 SBS 《펜트하우스 3》 - 조호영 역

#### 예능
- 2021년 TvN 《온앤오프 2》 - 게스트 (2021.02.23)
- 2021년 SBS 플러스 《밥은 먹고 다니냐? - 강호동의 밥심》 - 게스트 (2021.04.26)
- 2021년 SBS 《펜트하우스 3 히든룸 - 끝의 시작》 - 게스트 (2021.06.02)
- 2021년 SBS 《펜트하우스 - 540일간의 이야기》 - 게스트 (2021.09.18)

### 영화
- 2012년 《복수혈전》 - 양아치 역
- 2013년 《사이코메트리》 - 놀이터 학생 2 역
- 2014년 《경비》 - 소년 경비 역
- 2018년 《잘 먹었습니다》 - BJ 갓규 역
- 2018년 《훈이》 - 건달 역
- 2019년 《충》 - 준수 역
- 2020년 《원고지》 - 교수 역
- 2020년 《이웃사촌》 - 중권 역

### 공연

#### 연극
- 2018년 《사춘기 메들리》 - 신영복 역
- 2018년 《한 여름 밤의 꿈》
- 2019년 《안티고네》

### 광고
- 2019년 한나제이 이브레아
- 2021년 대한민국 행정안전부 국민비서 (With 권혁수)